# Рохас, Либерато Марсьяль
Либерато Марсьяль Рохас Кабраль (исп. Liberato Marcial Rojas Cabral; 17 августа 1870, Асунсьон — 22 августа 1922, Монтевидео) — парагвайский политик, президент Парагвая.

## Биография
Либерато Рохас был сыном Горгонио Рохаса и Авелины Кабрал.
Рохас служил временным президентом республики в период политической нестабильности. Он был назначен Конгрессом. Его кабинет включил в себя Франсиско Барейро (министр финансов), Даниэля Алехандро Аудиберта Кодаса (министр внутренних дел), Эдуардо Лопеса Морейру (министр юстиции, культуры и народного просвещения), Америко Бенитеса (военный и морской министр) и Теодосио Гонсалеса (министр иностранных дел).
Военный переворот 14 января 1912 года заставил Рохаса уйти в отставку, но он был восстановлен через три дня. Однако 28 февраля 1912 года новый переворот окончательно лишил Рохаса власти. Он умер в Монтевидео 22 августа 1922 года.